# Jefferson Wells

Logo

Jefferson Wells ist ein global operierendes Dienstleistungsunternehmen, das sich auf die Umsetzung und Einhaltung von Kontrollmechanismen in den Bereichen Interne Revision, Finanz- und Rechnungswesen sowie IT konzentriert. Das Unternehmen beschäftigt derzeit weltweit über 2.500 Mitarbeiter an über 50 Standorten.
Jefferson Wells ist ein unabhängiges Tochterunternehmen der Manpower Inc. (NYSE: MAN)

## Geschichte
Jefferson Wells mit Hauptsitz in Milwaukee, Wisconsin (USA) wurde 1995 als Alternative zu den klassischen Big-Four-Prüfungsgesellschaften für Beratungsleistungen in der Internen Revision gegründet. Das Unternehmen setzte von Anfang an auf Methoden, die erst später durch das Sarbanes Oxley Gesetz von 2002 obligatorisch wurden. Das Wachstum von Jefferson Wells erfuhr folglich vor allem durch die Verabschiedung des Sarbanes-Oxley Act und den damit einhergehenden strengen regulatorischen Anforderungen an die internen Kontrollsysteme von Unternehmen, die in den USA börsennotiert sind, signifikanten Zuwachs.
Im Gegensatz zu Wirtschaftsprüfungsgesellschaften erstellt Jefferson Wells keine Testate und vermeidet dadurch Interessenkonflikte. Als Mindestvoraussetzung für den Eintritt in das Unternehmen werden sieben Jahre praktischer Berufserfahrung in Wirtschaftsprüfung oder Industrie verlangt. 

## Jefferson Wells in Deutschland
Das Unternehmen eröffnete 2007 seine erste Niederlassung in Deutschland in Frankfurt am Main. Jefferson Wells in Deutschland ist eine Gesellschaft mit beschränkter Haftung. In Deutschland konzentriert sich das Geschäft stark auf Revisions- und Prüfungsprozesse in der herstellenden Industrie, bei mittelständischen Unternehmen und Banken.